# 越水村
越水村（こしみずむら）は、かつて青森県にあった村。

## 地理
西側は日本海に面している。
- 山岳：天皇山、砂山
- 湖沼：冷水沼、唸沼、作沼、雁沼、長沼、ソリ沼、タテコ沼、イツヅカ沼、小堤、緩沢溜池、蔭ノ沢溜池

## 沿革
- 1889年（明治22年）4月1日 - 町村制施行により西津軽郡越水村、三ツ館村、下福原村、吹原村、丸山村が合併し、越水村が発足。
- 1955年（昭和30年）3月30日 - 西津軽郡木造町、柴田村、川除村、出精村、舘岡村、鳴沢村の一部（大字出来島）と合併し、木造町を新設して消滅。